# Obere Ahr mit Mülheimer Bach, Reetzer Bach und Mühlenbachsystem
Koordinaten: 50° 23′ 36″ N, 6° 42′ 51″ O

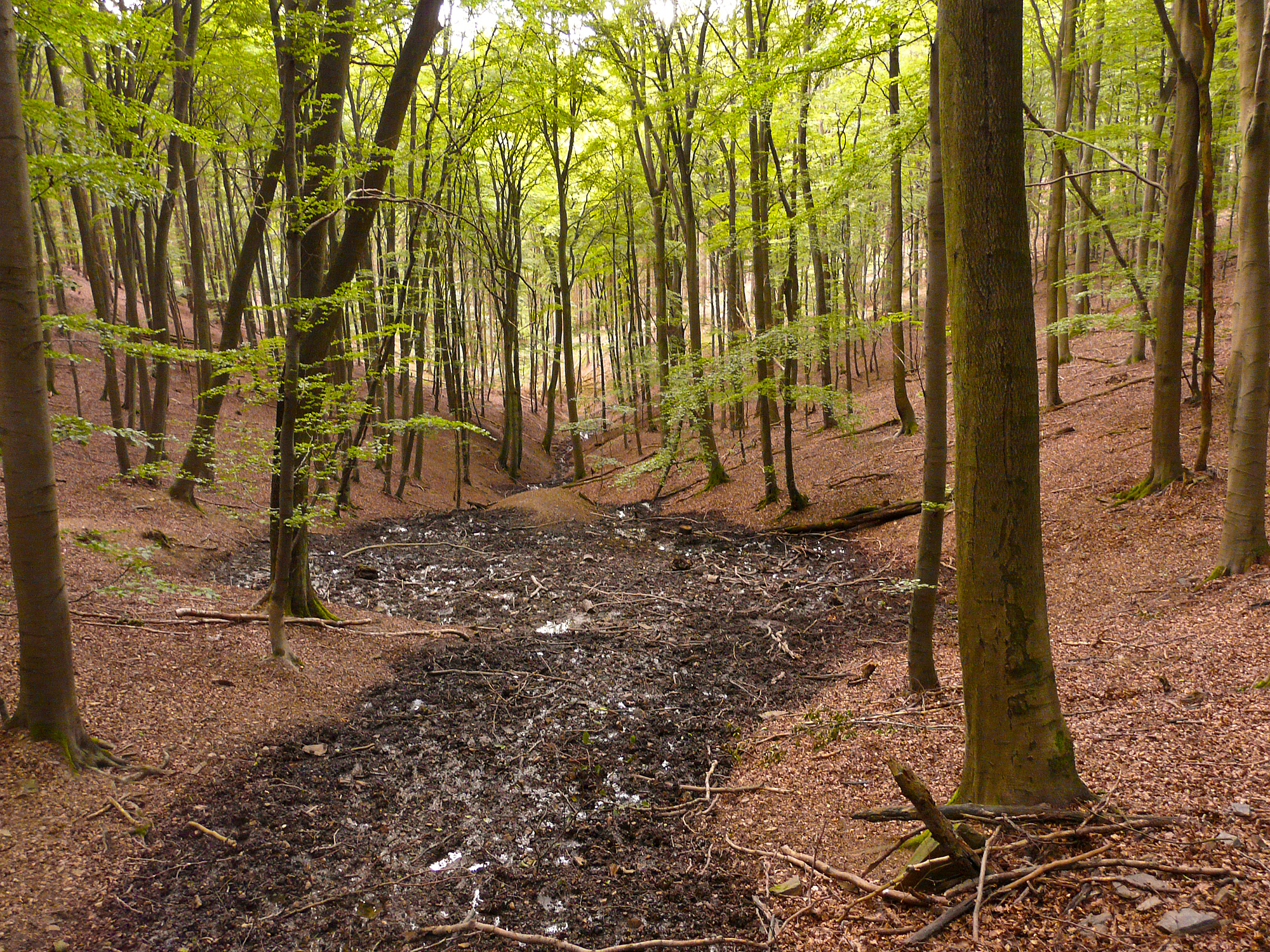
Naturschutzgebiet Obere Ahr mit Mülheimer Bach, Reetzer Bach und Mühlenbachsystem (August 2012)

Das Naturschutzgebiet Obere Ahr mit Mülheimer Bach, Reetzer Bach und Mühlenbachsystem liegt auf dem Gebiet der Gemeinde Blankenheim (Ahr) im Kreis Euskirchen in Nordrhein-Westfalen.
Das aus 35 Teilflächen bestehende Gebiet erstreckt sich weitgehend südöstlich des Kernortes Blankenheim entlang der Ahr und der B 258 im westlichen Teil und entlang der Landesstraße L 115 im östlichen Teil.

## Bedeutung
Für Blankenheim ist seit 2003 ein 666,58 ha großes Gebiet unter der Kenn-Nummer EU-095 als Naturschutzgebiet ausgewiesen. Die Unterschutzstellung erfolgt wegen der Bedeutung eines großen Teils des Gebietes für die Errichtung eines zusammenhängenden ökologischen Netzes besonderer Schutzgebiete in Europa.